# Önnerudstorp
Önnerudstorp is een plaats in de gemeente Karlstad in het landschap Värmland en de provincie Värmlands län in Zweden. De plaats heeft 83 inwoners (2005) en een oppervlakte van 14 hectare.